# John Elliot Drinkwater Bethune
Pour les articles homonymes, voir Drinkwater et Bethune.
John Elliot Drinkwater Bethune, né en 1801 à Ealing (Angleterre) et mort le 12 août 1851 à Calcutta, est un éducateur, mathématicien et polyglotte, particulièrement connu pour avoir été un grand promoteur de l’éducation féminine en Inde. Le collège pour jeunes filles qu’il fonda à Calcutta porte son nom.

## Biographie
Fils aîné de John Drinkwater Bethune, John Elliot est né à Ealing, en Angleterre, en 1801. Il étudie au Trinity College de Cambridge, et obtient un emploi comme ‘conseiller’ au Ministère de l'Intérieur. À ce poste il rédige plusieurs textes de lois importantes, y compris la Loi sur la réforme municipale, la Loi sur la commutation de la dîme et la Loi sur les tribunaux de comté (les ‘county’). En 1848, il est nommé membre du Conseil suprême de l'Inde et devient par la suite président du Conseil de l'éducation.
Comme avocat-membre du Conseil des ministres du gouverneur général Béthune arrive à Calcutta en 1848. Comme président du conseil de l’éducation il s’intéresse particulièrement à l’éducation féminine. Il est activement soutenu dans ses efforts par Ishwar Chandra Vidyasagar et d'autres leaders du mouvement de la Renaissance bengalie.
Bethune fonde l'école féminine hindoue de Calcutta en 1849. Les cours commencent dans la maison de Dakshinaranjan Mukherjee à Baitakkhana (quartier de Calcutta  aujourd'hui connu sous le nom de Bowbazar), avec 21 filles inscrites. Cette école est considérée comme la plus ancienne institution d’enseignement pour filles, en Asie.  
L'année suivante, le nombre d'inscriptions passe à 80. En novembre, la construction d’un bâtiment propre à l’école est mise en chantier sur un terrain sur le côté occidental de la place Cornwallis. La pierre angulaire porte l’inscription (sur plaque de cuivre) : ‘Hindu Female school’. 
Après la mort de Bethune en août 1851 le soutien à l’école s’affaiblit. Elle est reprise par le gouvernement en 1856 qui la nomme du nom de son fondateur en 1862. En 1879 la Bethune school devient le Bethune College, première institution universitaire pour jeunes filles en Inde.